# Georg Benda

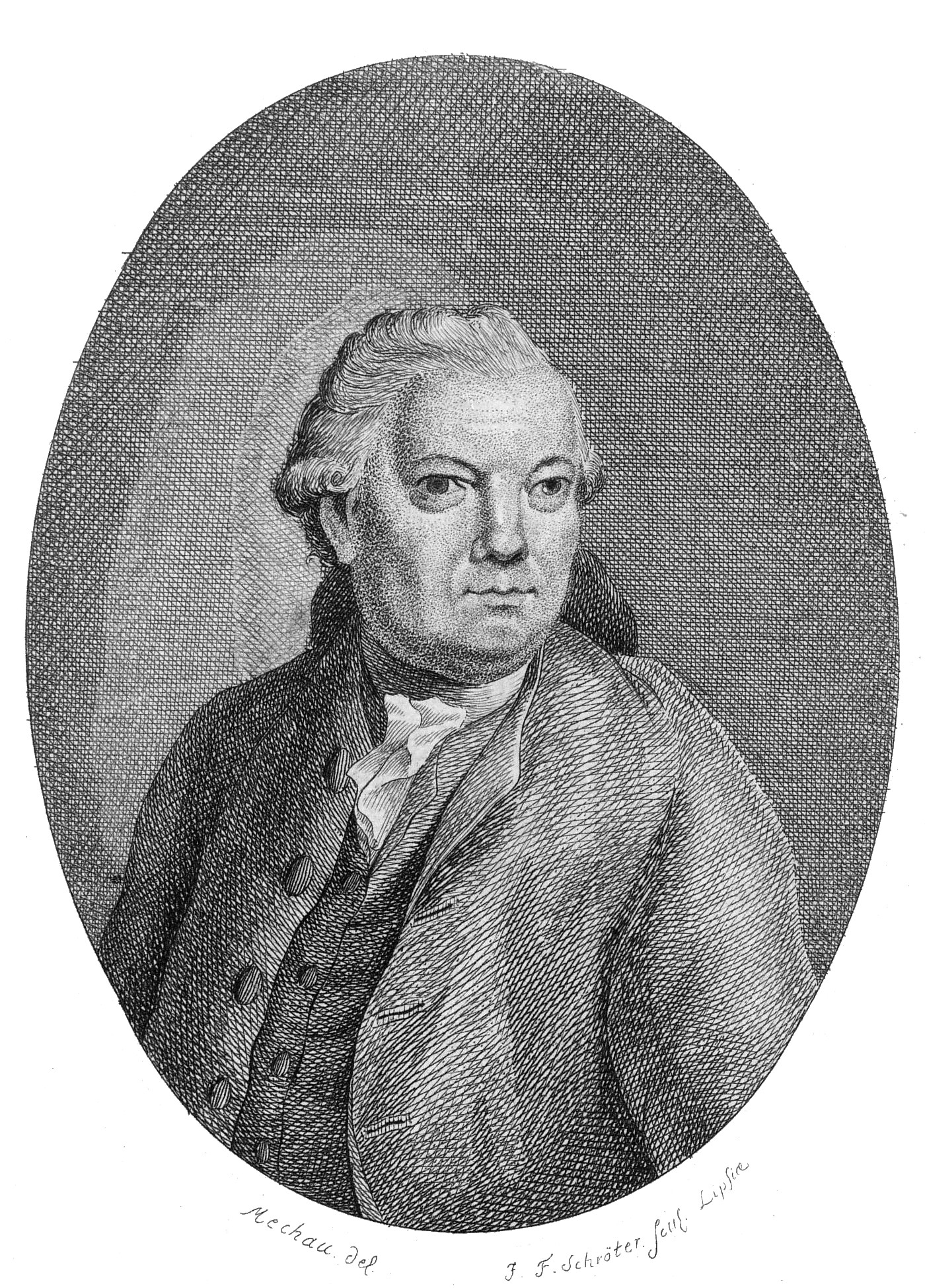
Georg Benda

(Georg) Jiří Antonín Benda Staré Benátky (Alt Benatek), Bohemen, huidig Tsjechië), 30 juni 1722 – Bad Köstritz, (Duitsland), 6 november 1795) was een Boheemse componist, klavecinist, violist en hoboïst.

## Biografie
Evenals zijn broers en zusters, kreeg hij zijn aangeboren gevoel voor muziek mee van zijn beide ouders, zijn vader was de musicus Jan Jiří Benda en zijn moeder Dorota Brixi, die stamde uit de vermaarde Brixi familie.
In Bohemen, waar hij opgroeide, was hij zeer vertrouwd met de volksmuziek en hij speelde samen met zijn vader in het plaatselijke dansorkest mee op partijen en feesten. Daarnaast kreeg hij een gedegen muzikale opleiding bij de Piaristen in Kosmonosy en de Jezuïten in Jičín (Jitschin).
In 1742 verhuisde de familie naar Berlijn waar zijn oudste broer Franz Benda, in die tijd een beroemd violist, en zijn andere broer Johann Benda, werkzaam waren aan het hof van Frederik de Grote.
De reden voor dit overhaastige vertrek waren de veelvoudige verhoren door het kerkelijke gezag, die hen ervan verdacht heimelijk aanhanger te zijn van het "verfoeilijke" protestante geloof.
Van 1742-1749 was hij eerste violist aan de Koninklijke kapel in Berlijn.
In 1750 werd hij benoemd tot Kapellmeister aan het hof van de Hertog van Gotha in Thüringen en zou deze functie tot 1780 bekleden.
Zijn opvolger was de componist Anton Schweitzer.

## Werken
Zijn meest invloedrijke composities zijn de melodrama's (gesproken woord met muzikale begeleiding): Ariadne auf Naxos, Medea en Pygmalion.
Verder onder meer: Singspiele: Der Dorfjahrmarkt, Romeo und Julia, Walder, Der Holzhauer. En ook symfonieën, concerten, klaviermuziek enz.

## Luisteren
- Sonate in G-Dur (derde deel), met dank aan Mutopia

- Biblioteca Nacional de España: XX4998884
- Bibliothèque nationale de France: cb138913346 (data)
- CiNii: DA09633185
- Gemeinsame Normdatei: 118655329
- International Standard Name Identifier: 0000 0001 0858 749X
- Library of Congress Control Number: n81126825
- Nationale Bibliotheek van Letland: 000100995
- MusicBrainz: 2dffa2d9-3b13-420d-b6a7-84ca62763a41
- Bibliotheek van het Japanse parlement: 00923641
- Nationale Bibliotheek van Tsjechië: jn19990209038
- Nationale bibliotheek van Australië: 35803262
- Nationale Bibliotheek van Israël: 987007258449705171
- Nationale Bibliotheek van Polen: a0000002208154
- Nederlandse Thesaurus van Auteursnamen: 070892407
- LIBRIS: 213218
- SNAC: w65m712j
- Système universitaire de documentation: 079962564
- Trove: 1094422
- Virtual International Authority File: 76499419
- WorldCat: E39PBJx4tbyChvjJwCWr4vbcfq